# 台灣空戰
臺灣空戰、台灣沖航空戰或台灣近海航空戰發生於1944年10月12日至10月16日，地點位於臺灣本島及台灣東方海上，是日本軍航空部隊與美國海軍航空母艦戰鬥群之間爭奪制空權的一連串大規模空戰，此戰役是太平洋戰爭中最後一場大型空戰。
由於美軍航空母艦戰鬥群逼近台灣海域求戰，目標是摧毀台灣的空防設施，儘管地面攻擊因為台灣秋冬季節多雲多雨的天氣而乏善可陳，不過日軍在作戰中以為美軍要直接攻打，投入大量戰機、轟炸機以求殲滅美軍航空母艦艦隊，反遭美軍航母保護網痛擊蒙受沉重損失，致使日軍在後續的菲律賓戰役缺乏足夠戰機掩護部隊，使聯合艦隊後續發動的雷伊泰灣海戰遭受重創，使日軍失去幾乎所有海上力量。

## 背景
美國海軍在菲律賓海海戰大量殲滅日軍艦載航空部隊，佔領塞班島撕裂了日軍打造的絕對國防圈。日本海軍為了填補防禦缺口，組建了第二航空艦隊，計畫從陸上基地起飛大規模攻擊美軍艦隊，其主要攻擊戰術為夜襲。第二航空艦隊攻擊美軍的作戰計畫則稱為捷號作戰，捷號作戰有四套方案，分別對應美軍從菲律賓、本州至九州、九州至台灣、北海道等地的空襲。由於大本營ㄧ反海軍過去以軍艦為目標的傳統，而改為著重攻擊運輸艦艇，打擊了海軍士氣，因此聯合艦隊司令豐田副武到前線鼓舞士氣。
而美國在拿下塞班島後，海軍曾對下一波奪佔目標意見分歧，包含台灣、印尼、菲律賓與沖繩都列入考慮，最終以道格拉斯·麦克阿瑟上將提出收復菲律賓的方案為戰略攻擊方向，為君王二號作戰；不過，為了讓登陸雷伊泰島美軍得到全面空優掩護，1944年10月5日第三艦隊指揮官小威廉·海爾賽得到太平洋艦隊司令官切斯特·威廉·尼米茲指示：「對臺灣島軍事設施及港口造成永久性的損傷」，在台灣島進行騷擾行動。
1944年10月10日，美國海軍第38特遣艦隊首先對沖繩發動空襲（十・十空襲）；當日，豐田副武正在臺灣視察，豐田司令在相關情報彙整中知道38特遣艦隊的空襲將會為美軍登陸部隊開道。但是豐田在當天還不曉得美軍的目標是何處，因此僅只是第二航空艦隊執行捷一號、捷二號作戰；為了避免空中狙殺聯合艦隊長官一事重演，在日本本土的聯合艦隊指揮體系由參謀長草鹿龍之介主導指揮反擊，第二航空艦隊司令官福留繁則將他手下約470架部署在九州至台灣沿線機場的戰機逐漸集結至台灣，位於菲律賓的第四航空軍也開始加強戰備；日軍在美國航艦發動攻擊前已經持續搜索美軍位置，但並沒有明確推估美軍數量；但日軍理解美軍打算切斷日本南方的佔領區與本土，一定會南下支援橫斷作戰，因此在日本標準時間10月11日早上開始對西太平洋進行大規模索敵，配備對海搜索雷達的日本偵察機很快的得知敵艦方位，同日下午1830時聯合艦隊發布12日作戰目標概要，下令日本海軍第七六二航空隊（T攻擊部隊）在晚上由沖繩起飛，趁黑夜及薄暮時刻對美國航空母艦戰鬥群發動攻擊。

## 戰鬥序列

### 日軍
大日本帝國海軍：1,251架軍機
- 第一航空艦隊（司令長官：寺岡謹平中將、司令部：馬尼拉、144架）
- 第二航空艦隊（司令長官：福留繁中將、司令部：高雄、部隊多在鹿兒島縣鹿屋及南九州一帶、358架）
- 第三航空艦隊（航空母艦航空隊、275架）
- 第三艦隊（司令部：千葉縣木更津、237架）
- 第十二航空艦隊（航空母艦航空隊、237架）（所屬第5艦隊）

 大日本帝國陸軍：200架軍機
- 第4航空軍第8飛行師團（司令部：日治臺灣時的臺北）

備注：航空艦隊為德語用法，是指陸上基地航空隊，並非航母戰鬥群的艦載機隊

### 美軍
- 第三艦隊：海爾賽上將指揮
  - 第38特遣艦隊（Task Force 38）：密茲契中將指揮，旗艦在第三分隊列星頓號
    -       - 第一分隊（Task Group 38.1）：老約翰·麥凱恩（英语：John S. McCain）中將指揮
        - 旗艦胡蜂號
        - 大黃蜂號
        - 科本斯號
        - 蒙特利號

      - 第二分隊（Task Group 38.2）：波根（Gerald F. Bogan）少將指揮
        - 旗艦無畏號
        - 碉堡山號
        - 漢考克號
        - 獨立號
        - 卡伯特號

      - 第三分隊（Task Group 38.3）：薛曼（Frederick C. Sherman）少將指揮
        - 旗艦艾塞克斯號
        - 特遣艦隊旗艦列星頓號
        - 普林斯頓號
        - 蘭利號

      - 第四分隊（Task Group 38.4）：戴維森（Ralph E. Davison）少將指揮
        - 旗艦富蘭克林號
        - 企業號
        - 聖哈辛托號
        - 貝勞森林號

## 經過
由於10月11日的偵察已將美軍艦隊定位，指揮官們都知道明日美軍將直撲臺灣，臺灣所有軍事基地都在當晚進入戰鬥準備狀態，地面高砲人員進入陣地警戒，戰鬥機則準備在日出之後隨時可升空攔截。
相對於日軍的全面戒備，38特遣艦隊並沒有刻意準備艦隊防空，而是大量出動進行壓倒性攻擊，將艦隊航空戰力劃歸38.1-38.4等四支戰鬥部隊，38.2特遣艦隊負責壓制台灣北部三分之一（包含現在的臺北都會區、桃園市、新竹縣市、宜蘭縣等）、38.3特遣艦隊負責中台灣、38.1與38.4特遣艦隊負責南台灣，第一天38特遣艦隊總共派遣1,378架戰機壓制台灣島空中戰力。
10月12日（戰役首日）
由東港出發的水上偵察機於10月12日凌晨，在臺灣東方海上發現美國航母機動部隊，連續5日的臺灣沖航空戰就此爆發。美軍攻擊編隊在早上6點陸續起飛，在臺灣島上空迎戰日軍攔截機。當日主要空戰在北台灣及中台灣發生，38.3特遣艦隊指揮官費德烈·薛曼聲稱當天他麾下的列克辛頓號、艾賽克斯號兩艦戰鬥機至少擊落了50架日機，38.2指揮官傑拉德·佛朗西斯·博根則表示他指揮的三艘艾塞克斯級航母艦載機也擊落了至少50架飛機，光2支特遣艦隊支隊就擊落了100架日本戰機。雖然當天美軍出擊了上千架戰機直衝台灣，但因為美軍以飛行員的倖存為優先，多數都在此之前經歷充分的訓練與戰鬥，損失相對極低，美軍只有9架戰鬥機遭擊墜，其中有3位飛官更隨後被美軍潛艦打撈救回繼續作戰。美軍飛官的任務回報中提出台灣防空主力以陸軍的東條、東尼、奧斯卡為主，海軍的零式戰鬥機僅有少部分可實施組織性戰鬥，大多數仍在重新整訓當中。
但是美軍地面轟炸成果不佳，當日派出的地獄俯衝者與復仇者式等攻擊機群雖然對台灣防空設施進行轟炸，但並沒有摧毀臺灣空防系統。
同日豐田司令也已認知美軍的主攻方向是台灣、菲律賓一帶，在10月12日下令聯合艦隊執行捷二號作戰。在美軍白天的全面壓制之後，入夜日軍也派出近90架的銀河轟炸機、天山艦上攻擊機、四式重型轟炸機發動夜襲，這場戰鬥也是日本帝國海軍首度使用雷達指引攻擊機發動魚雷攻勢，但戰果乏善可陳。美軍以煙霧及船艦連續機動迴避掉所有攻擊，艦隊防砲認為它們擊落9架日軍攻擊機、獨立號航空母艦的夜間戰鬥機中隊則聲稱擊落了3架一式陸上攻擊機，對美軍來說可以稱為損失的是普利契特號驅逐艦遭38.4特遣艦隊的友軍誤擊。日軍認為自己打中了富蘭克林號航空母艦1發魚雷、坎培拉號重巡洋艦 (CA-70)2發魚雷，但沒構成這兩艘船致命傷，且這波夜襲因照明彈被雲霧極惡劣氣候干擾導致攻擊效果不好，日軍T攻擊部隊承認在美軍夜間戰鬥機及防空火網壓制下有54架沒有返航。
10月13日（戰役第二日）
當天的天氣比昨天惡劣，38特遣艦隊早上派出了947架戰機壓制台灣，雖然當天日軍空中攔截規模急遽減少，但由於台灣當地持續的陰天也讓機隊無法找到目標與確認攻擊成果；且因為第一天的空襲，美軍意識到台灣島上的空軍設施總數可能多過原先預期，特遣艦隊因此取消了14:00以後的攻擊任務，讓38特遣艦隊人員補充了部分精力好對抗當天日落後一連串的夜襲攻擊。
當天下午，日本T攻擊部隊如昨日一般計畫趁著日暮直撲美軍艦隊，38.1、38.4艦隊雷達在16:30接觸到攻擊機群訊號，貝勞森林號航空母艦負責戰鬥空中巡邏的戰鬥機部隊1小時後在距離艦隊70海浬的距離處接敵，在擊落了10架戰鬥機與轟炸機之餘，擊潰了該波攻勢。18:12分，38.4艦隊再度從雷達上得到下一波攻擊部隊來襲資訊，20分鐘後有6架攻擊機在38.4特遣艦隊附近遭擊落。隨後有6架攻擊機穿越艦隊防空圈進入攻擊態勢，在6架攻擊機遭擊落前施放了4枚魚雷，其中1枚從富蘭克林號航母艦首前通過，1枚深度設定錯誤從航母底下穿過、其中一架一式陸攻試圖撞擊富蘭克林號，但是最終失控墜入富蘭克林右舷前方海上。
38.1特遣部隊在18:23才偵察到10架銀河轟炸機以超低空突襲艦隊，故艦載機未能攔截；防空炮雖然打掉了6架銀河，但其中1架銀河成功發射魚雷打中了坎培拉號重巡洋艦。坎培拉號中雷後2部動力機組、舵機毀損，23人死亡，隨後坎培拉號改編入30.3特遣艦隊，並在22:00由威奇托號重巡洋艦拖帶撤離戰場。
戰後大本營發表：「包含擊沉空母11艘、擊破空母8艘、擊沉戰艦4艘在內，共擊沉45艘」的「大戰果」。但事实上美军仅有17艘航母参战，日军的战报夸大明显。根据美军说法，美军仅有2艘巡洋舰受重创。

## 損害與影響

### 日軍
損失312架戰機與轟炸機。

### 美軍
損失89架飛機。
另兩艘巡洋艦嚴重受損：重巡洋艦坎培拉號、輕巡洋艦休斯頓號。

## 注解
1. ↑  日語的「沖」（日语：／ Oki */?）是指陸地附近的海域，「台灣沖」即為台灣近海之意。
2. ↑  Prados（2016年），第125-127页
3. ↑  Prados（2016年），第120页
4. ↑  Vego（2013年），第CXIV页
5. ↑  Greer（1944年），第90–92页
6. ↑  McCampbell（1944年），第38–40页
7. ↑  Winters（1944年），第32–35页
8. ↑  Ellis（1944年），第58–60页
9. ↑  McCampbell（1944年），第43页
10. ↑  Willmott（2005年），第62–65页
11. ↑  サミュエル・エリオット・モリソン『モリソンの太平洋海戦史』光人社310頁
12. ↑  . 戦車のブログ.   [2017-11-19]. （原始内容存档于2019-01-26）.
13. ↑  Morison（2002年），第100页